# Língua malásia
A língua malásia (em malásio: bahasa malaysia) é o nome normalmente aplicado à língua malaia usada na Malásia (em oposição à variedade usada na Indonésia, que é conhecida como a língua indonésia). Constitucionalmente, no entanto, a língua oficial da Malásia é o malaio, mas o governo de vez em quando se refere a ela como malásio. É falado por grande parte da população da Malásia, embora a maioria aprenda primeiro uma forma vernácula de malaio ou outra língua nativa. O malásio é uma disciplina obrigatória nas escolas primárias e secundárias.